# 木村千歌
木村 千歌（きむら ちか、1964年5月12日 - ）は、日本の漫画家。血液型はB型。東京都足立区出身。東京都立足立西高等学校卒業。既婚。
1987年、『コミックモーニング』（講談社）に掲載の『こたつむり伝説』でデビュー。以後は活躍の場を、主に『mimi』、『Kiss』、『デザート』など、同社の女性向け雑誌に移す。代表作に『パジャマ・デート』、『カンベンしてちょ! 』など。
少女漫画誌の『なかよし』に連載した『あずきちゃん』がアニメ化されたことにより、名が広く知られるようになった。
また、同アニメではゲストとして声優デビューも果たしている。
竹書房『まんがくらぶ』で『マイニチ』を連載した縁で、同社の麻雀イベントに招かれるようになり、それを通じて西原理恵子と親しくなった。一時期、西原の無頼派エッセイ漫画のレギュラーキャラクターとして登場する実在の人物群の1人であった。なお、少ないながらも麻雀漫画やパチンコ漫画を描いていた（いずれも単行本化はされていない）こともあり、男性読者にはそちらの方がよく知られている。
声優の高山みなみとは、高校時代の同級生である。
学生時代に漫画家の須藤真澄と一緒にデビューしている。須藤真澄はデビュー作『こたつむり伝説』に登場する。

## 作品リスト
- こたつむり伝説
- マイニチ
- パジャマ・デート
- なんてったって結婚
- あずきちゃん
- メイプルハイツ201※メープルハイツ201と表記されることもある
- ルート3
- 正しい夫のしつけ方 (エッセイ漫画)
- ずるずるマイラブ
- Re:アイシテル
- 田丸のバカヤロウ（まんがハイム（徳間オリオン）未単行本化）
- 負けちゃった（未単行本化の麻雀漫画）
- カンベンしてちょ!